# 大串夏身
大串 夏身（おおぐし なつみ、男性、1948年 - ）は、日本の図書館情報学研究者。昭和女子大学名誉教授。江戸東京学、日本近代史についても著作活動を行っている。ペンネームに、古賀誠三郎、青木爽平（あおきそうへい）。

## 略歴
東京都出身。早稲田大学第一文学部卒。1973年東京都立中央図書館に司書として就職。1980年から1985年まで、財団法人特別区協議会調査部。1993年東京都企画審議室調査部を経て、同1993年4月に、昭和女子大学短期大学部教授。1997年、昭和女子大学教授。2007年、昭和女子大学大学院生活機構研究科教授。
文部省地域電子図書館構想検討協力者会議委員などの委員を歴任した。

## 著作

### 単著
- いばらと鎖からの解放 : 東京水平社と皮革産業労働者（古賀誠三郎名義） 明石書店, 1978.8 doi:10.11501/12140929
- 近代被差別部落史研究 明石書店 1980.9  doi: 10.11501/12150502
- 図書館政策の現状と課題 国・自治体の行政計画を中心とした 青弓社 1985.11  doi: 10.11501/12017422
- 図書館経営・サービスをめぐる諸問題 379市区町村の事例を中心に 青弓社 1987.6  doi: 10.11501/12235841
- 図書館サービスの利用と評価 自治体の223の住民意識調査を中心に 青弓社 1989.6  doi: 10.11501/13597054
- チャート式情報・文献アクセスガイド 青弓社 1992.4  doi:10.11501/13595774
- レファレンス・サービス 実践とその分析 青弓社 1993.8  doi:10.11501/13595808
- ある図書館相談係の日記 都立中央図書館相談係の記録 日外アソシエーツ1994.3  doi: 10.11501/13595816
- インターネット時代の情報探索術 青弓社 1997.3
- 情報を探す技術捨てる技術 情報の達人になるための極意 ダイヤモンド社 1998.6
- 文科系学生のインターネット検索術 青弓社 2001.11
- これからの図書館 21世紀・知恵創造の基盤組織 青弓社 2002.3
- 文科系学生の情報術 青弓社 2004.10
- DVD映画で楽しむ世界史 青弓社 2005.2
- チャート式情報アクセスガイド 青弓社 2006.11
- 図書館の可能性 青弓社 2007.9

### 共著
- 中島みゆきの場所 大串夏身,見目誠,谷口孝男 青弓社 1987.9 doi: 10.11501/12438898
- 中島みゆきの社会学 山内亮史、志賀隆生、大串夏身、林あまり、安原顕共著 青弓社 1988

### 編著
- 東京水平社関係資料集成 第1輯 新聞・機関紙（自費出版） 1976 doi:10.11501/12144581
- 東京都農民運動史料集 戦前機関誌・紙篇（自費出版） 1977.12  doi:10.11501/12037666
- 近代部落史資料集成 秋定嘉和,大串夏身編 1985～1987
- 江戸・東京学研究文献案内 大串夏身,江戸・東京資料研究会編 青弓社 1991.10  doi:10.11501/13213881
- 江戸・東京学雑誌論文総覧 大串夏身,江戸・東京資料研究会編 青弓社 1994.10  doi:10.11501/13244719
- レファレンスサービス演習 日本図書館協会 1997.12
- 情報サービス論 理想社 1998.3
- 情報メディアの意義と活用 樹村房 1999.4
- 学習指導・調べ学習と学校図書館 青弓社 2003.12
- 最新の技術と図書館サービス 青弓社 2007.12
- 課題解決型サービスの創造と展開 青弓社 2008.4
- 読書と図書館 青弓社 2008.6
- 図書館の活動と経営 青弓社 2008.9